# Tambo (ort i Australien)
Tambo är en ort i Australien. Den ligger i kommunen Blackall Tambo och delstaten Queensland, omkring 730 kilometer nordväst om delstatshuvudstaden Brisbane. Antalet invånare är 407.
Trakten runt Tambo är nära nog obefolkad, med mindre än två invånare per kvadratkilometer..
Omgivningarna runt Tambo är i huvudsak ett öppet busklandskap.  Genomsnittlig årsnederbörd är 657 millimeter. Den regnigaste månaden är februari, med i genomsnitt 150 mm nederbörd, och den torraste är april, med 10 mm nederbörd.